# Neobatrachus albipes
Neobatrachus albipes (tên tiếng Anh: White-footed Trilling Frog) là một loài ếch thuộc họ Myobatrachidae.
Đây là loài đặc hữu của Úc.
Môi trường sống tự nhiên của chúng là vùng cây bụi ôn đới, thảm cây bụi kiểu Địa Trung Hải, đầm nước ngọt có nước theo mùa, và đất nông nghiệp có lụt theo mùa.